# أندرو كاي
أندرو كاي (بالإنجليزية: Andrew Kay) هو مبرمج أمريكي، ولد في 22 مارس 1919 في آكرون في الولايات المتحدة، وتوفي بنفس المكان في 28 أغسطس 2014 بسبب مرض.